# Alsa plus

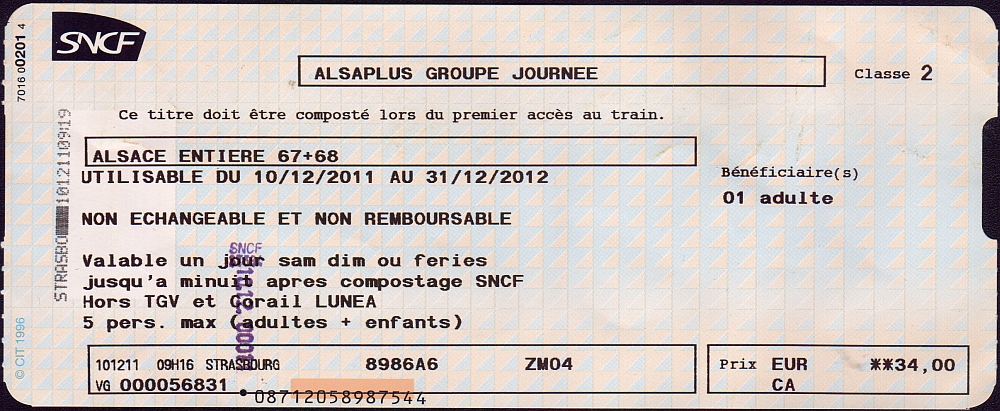
Eine Fahrkarte Alsa plus Groupe Journée, ausgegeben von der französischen Eisenbahn SNCF

Alsa plus, abgekürzt Alsa+, ist der Name eines Fahrkartenangebots für den öffentlichen Personennahverkehr im Gebiet Elsass der französischen Region Grand Est. Die Tageskarte gilt für Einzelpersonen oder Gruppen von zwei bis fünf Personen für beliebig viele Fahrten. Das Angebot wurde zum 1. April 2010 eingeführt.

## Allgemeines
Das Ticket Alsa plus ist ein Gemeinschaftsangebot der Départements Bas-Rhin und Haut-Rhin in der Region Grand Est, der multimodalen Verkehrsbehörden im Elsass – des TER Grand Est, C.T.S. Straßburg, SOLEA Mülhausen, TRACE Colmar, Distribus Saint-Louis, RITMO Haguenau, TIS Sélestat und PASS'O Obernai. Das Elsass ist damit das erste Gebiet in Frankreich, welches ein ähnliches Angebot bietet, wie es in Deutschland von den Ländertickets bekannt ist. Das Ticket Alsa plus wird in verschiedenen Preisstufen für unterschiedlich große Geltungsbereiche ausgegeben. Es berechtigt in dem gewählten Geltungsbereich zu beliebig vielen Fahrten in allen Verkehrsmitteln (Straßenbahnen, Busse, Regionalzüge der Eisenbahn in der 2. Klasse). Es gilt nicht in Fernverkehrszügen (TGV und Intercités). Die Fahrkarte muss beim ersten Fahrtantritt entwertet werden.

## Varianten

### Alsa plus 24 heures
Das Ticket Alsa plus 24 heures ist die Variante für Einzelpersonen. Es wird für beliebige Wochentage ausgegeben und gilt ab der Entwertung 24 Stunden.

### Alsa plus Groupe Journée
Das Ticket Alsa plus Groupe Journée ist die Variante für Kleingruppen zwischen zwei und fünf Personen. Es ist nur für Fahrten an Samstagen, Sonntagen oder den im Elsass geltenden Feiertagen erhältlich und gilt ab der Entwertung bis um Mitternacht des betreffenden Tages.

### Preisstufen
(Stand Dezember 2021)
| Geltungsbereich                                       | Alsa plus 24 heures | Alsa plus Groupe Journée |
| ----------------------------------------------------- | ------------------- | ------------------------ |
| Stadtzone Colmar, Haguenau, Saint-Louis oder Sélestat | 3,60 €              | 5,40 €                   |
| Stadtzone Mülhausen oder Straßburg                    | 4,50 €              | 7,10 €                   |
| Département Bas-Rhin oder Haut-Rhin                   | 23,10 €             | 24,20 €                  |
| gesamtes Elsass (Départements Bas-Rhin und Haut-Rhin) | 37,40 €             | 39,10 €                  |

## Grenzüberschreitende Gültigkeit
Im grenzüberschreitenden Verkehr sind die jeweiligen Varianten von Alsa plus nur auf den folgenden Abschnitten gültig:
- In der Schweiz von und bis zum Bahnhof Basel SNCF (und somit den Bahnhof Basel St. Johann eingeschlossen) in Zügen des TER Grand Est, auf den Linien 603, 604 und 608 von Distribus sowie auf der Tramlinie 3 der BVB jeweils von und bis zur ersten Haltestelle auf Schweizer Seite.
- In Deutschland auf der Linie D der Straßenbahn Straßburg von und bis zur Haltestelle Bahnhof Kehl, also nicht auf der Bahnverbindung zwischen diesen beiden Städten.

## Verkauf
Je nach beteiligtem Verkehrsunternehmen und betreffender Zone werden die Tickets über die unterschiedlichen Vertriebswege verkauft: beim Fahrpersonal, an Automaten, an Verkaufsschaltern, an Verkaufsstellen im Einzelhandel, im Tourismusbüro oder online. Die französische Eisenbahn SNCF verkauft ausschließlich an ihren Schaltern Tickets für alle Zonen. Über die teilweise deutschsprachige Mobile App der SNCF werden Alsa plus Tickets für das gesamte Elsass, die beiden Départements und die Stadtzonen Straßburg, Mülhausen und Colmar angeboten.